# Holmeshultasjön
Holmeshultasjön är en sjö i Vetlanda kommun i Småland och ingår i Mörrumsåns huvudavrinningsområde. Sjön är 16 meter djup, har en yta på 0,639 kvadratkilometer och är belägen 207,4 meter över havet. Sjön avvattnas av vattendraget Lugnån. Vid provfiske har bland annat abborre, bergsimpa, gädda och lake fångats i sjön.

## Delavrinningsområde
Holmeshultasjön ingår i det delavrinningsområde (634442-144046) som SMHI kallar för Utloppet av Holmeshultasjön. Avrinningsområdets medelhöjd är 228 meter över havet och ytan är 5,75 kvadratkilometer. Det finns inga delavrinningsområden uppströms utan avrinningsområdet är högsta punkten. Lugnån som avvattnar avrinningsområdet har biflödesordning 2, vilket innebär att vattnet flödar genom totalt 2 vattendrag innan det når havet efter 154 kilometer. Delavrinningsområdet består mestadels av skog (67 procent) och jordbruk (14 procent). Avrinningsområdet har 0,64 kvadratkilometer vattenytor vilket ger det en sjöprocent på 11 procent.

## Fisk
Vid provfiske har följande fisk fångats i sjön:
- Abborre
- Bergsimpa
- Gädda
- Lake
- Mört